# محاصره آنی (۱۰۶۴)
در ۲۳ شعبان ۴۵۶ برابر ۱۶ آگوست ۱۰۶۴ لشکر بزرگ سلجوقیان به فرماندهی آلپ ارسلان به آنی حمله کرد. این شهر پس از ۲۵ روز محاصره به تصرف درآمد.  آنی شهری محکم و بسیار پرجمعیت بود  و در آن زمان دژ مستحکم مسیحیان به حساب می‌آمد.  تسخیر آنی که با دیوارهای بسیار مهیب احاطه شده بود بسیار دشوار بود  قلعه‌ها با منجنیق مورد ضرب و شتم قرار گرفتند و سربازان سلجوقی وارد شدند و کل ارتش بیزانس را به شمشیر کشیدند. به طوری که برخی از سربازان به دلیل کثرت اجساد نتوانستند وارد شهر شوند. سربازان سلجوقی چند برابر کسانی را که کشته بودند به اسارت گرفتند.

## پیشینه
در سال ۹۶۱ میلادی، پادشاه آشوت سوم (۹۵۳–۹۷۷) پایتخت را از کارس به آنی برد. آنی در دوران فرمانروایی پادشاه سمبات دوم از دید مالی و فرهنگی زود گسترش یافت.در سده دهم، باشندگانش  شاید میان ۵۰٬۰۰۰ تا ۱۰۰٬۰۰۰ تن بوده باشد. آوازه آن به‌اندازه‌ای بود که به «شهر چهل دروازه» و «شهر هزار و یک کلیسا» ناموَر شد. آنی همچنین آرامگاه شاهانه فرمانروایان دودمان باگراتونی گردید..در سال ۱۰۴۵ میلادی، امپراتور بیزانس، کنستانتین نهم مونوماخوس، کارزار تازه‌ای برای گرفتن این شهر پدید آورد و از فرمانروای شدادی، ابوالسوار شاوور بن فضل، کمک گرفت. پادشاه ارمنی، گاگیک دوم، به فراخوان امپراتور به قسطنطنیه رفت و امپراتور اعلام کرد که او را به فرمانروایی آنی و شیراک خواهد گماشت. گاگیک این فراخوان را پذیرفت و اینگونه آنی به دست بیزانسی‌ها افتاد؛ ولی این فریبی بیش نبود. بیزانسی‌ها  دودمان باگراتونی و دیگر مردم بومی را از فرمان‌رانی برکنار کرده و مزدورانی را برای فرمانروایی بر شهر گماشتند.
در همین زمان، سلجوقیان زیر رهبری ابراهیم اینال و طغرل اول لشکرکشی به سوی شمال‌خاوری آناتولی را آغاز کردند.

## پیش‌درآمد
فرمانروای تازهٔ سلجوقی، آلپ ارسلان، در سال ۱۰۶۴ میلادی آهنگ آن داشت که مرزهای قلمروش را گسترش دهد و این کار را با گرفتن سرزمین‌های سرمایه‌دار همسایه، ارمنستان و ایبری، آغاز کرد. برای به‌راه‌انداختن یک کارزار، او كارشناسان عرب و ایرانی کاردان را گرد آورد تا ارتشش را به ابزارهای دژگشایی بیارایند.
آنی آماج راهبردی این کارزار در نگر گرفته شد. سلطان به‌گونه‌ای گِردی‌وار پیش رفت و نخست بخش‌های کوهستانی شمال آنی را پیرو ساخت، سپس به گرجستان رفت و در آنجا شاه بگرات چهارم را شکست داد و پیرو خود ساخت. پیش از آن، برج‌وباروهای بیزانسی در درهٔ ارس و سرزمین‌های باختری‌تر، به‌دست شاخه‌ای دیگر از ارتش سلجوقی به رهبری وزیر نظام‌الملک افتاده بود. این دو ارتش سلجوقی در آغاز ژوئیهٔ ۱۰۶۴ در برابر آنی به‌هم پیوستند.

## شهربند
شهر به دست دو سردار رومی، دوک باقرات و گریگوری فرماندهی می‌شد. گفته می‌شد که این شهر رخنه‌ناپذیر است. شهر بر فراز دماغه‌ای سنگی بر کران رودخانه‌ای تندآب ساخته شده بود. دره‌ای ژرف در باختر آن رود، پناه و پشتیبان شهر بود. سپاهیان سلجوقی آغاز به برپاداشتن چادرهای خود کردند، و سواران دژ در آغاز پنداشتند که آنان بازرگان‌اند. ولی چون به راستیِ داستان پی بردند، به درون شهر گریختند.
نگهبانان دژ آمادگی نداشتند و از ابزار و سازوبرگ تهی بودند که آنان را در تنگنایی سخت نهاده بود. از آن گذشته، آذوغه کمیاب بود و میان مردم و فرماندهان، ناسازگاری و ناهمدلی بود. به گفتهٔ ابن اثیر، سلطان چون دریافت که نمی‌تواند باروی دژ را بشکند، فرمان داد دژکوب‌ها ساخته شوند، کاه بر سر آن‌ها افکندند و سپاهیان را درون آن‌ها نشاند تا تازش برند.
در همین هنگام، سلجوقیان توانستند بخشی از دیوارهای دژ را با کندن راه‌های زیرزمینی و فرسایش آن‌ها فرو بریزند. ایشان در ۱۶ اوت، پس از ۲۵ روز محاصره، به درون شهر راه یافتند. نگهبانان باروها گریختند و چندگاهی در ارگ پناه گرفتند، ولی سپس گریختند. فرماندهان دژ به دست دشمن افتادند.

## پیامد
صلیب بزرگ سیمین کلیسای جامع آنی پایین کشیده شد و بر آستان مسجد نخجوان نهاده شد تا نمازگزاران هنگام درآمدن بر آن گام نهند. آلپ ارسلان نخستین نماز آدینه‌اش را در کلیسای جامع به‌جا آورد که نام آن به مسجد فتحیه دگرگون شد. با این‌همه، شهر خيلی زود بازسازی شد. سلطان بخشی از اسیران را بر آن گمارد تا خانه‌ها و باروهای ویران را بازسازی کنند و آن‌ها را با کوچندگان نو جای دهند.
خلیفه عباسی، قائم عباسی، پیروزی سلطان را ستود و به او فرنام ابوالفتح بخشید. پادشاه ارمنیِ قارص، گاگیک، با سلطان پیمان وفاداری بست؛ ولی شهر را رها گفت و سرزمین‌هایش را به رومیان واگذارد.